# يوهانس أوكيغهيم
يوهانِس أوكيغهيم (Johannes Ockeghem) عاش (ح. 1410 تور، فرنسا 1497 م) هو مؤلف موسيقي فلامنكي. يعد من أبرز أعلام المدرسة الفلامنكية في الموسيقى. عمل لدى ملوك فرنسا، وألف العديد من موسيقى القداس والأغاني، يعتبر أستاذا في فن الطِباق الموسيقي (هي تقنية موسيقية كانت تقوم على مطابقة عدة خطوط لحنية).

## حياته
المعلومات حول حياة أوكجيم نادرة. هو فرنسي هولندي على الأرجح ولد في هينو. في عام 1443 كان معروفا كمنشد في كاتدرائية في أنتويرب، وخلال عام أو عامين نال وظيفة في بلاط تشارلز الأول دوق بوربون في مولينز.
كان صوته جميلا ولديه مهارات دبلوماسية، فقضى باقي حياته في خدمة ثلاثة ملوك متتابعين في فرنسا. في عام 1452 صار منشدا في الإبرشية الملكية للملك تشارلز السابع في باريس، حيث تمتع بمنصب جيد. استمر في خدمة البلاط الملكي خلال حكم لويس الحادي عشر وتشارلز الثامن. عمل في إبرشية سانت مارتين وكاتدرائية نوتردام. رغم أنه قضى معظم حياته في فرنسا، سافر إلى أسبانيا وقام برحلات دبلوماسية للملك. آخر معلومات عنه ترجع لعام 1458، حيث حضر صلاة في موندي حيث كان الملك تشارلز الثامن حاضرًا.

## موسيقاه
أثناء القرن الخامس عشر ظهرت الكثير من تقنيات التأليف. في حين لم يكن أوكجيم ثوريا، لم يكن تقليديا أيضا؛ بالتأكيد كان على علم بالتطورات الجديدة في الموسيقى وتمكن من استخدامها في أعماله وتوجد سمة خاصة تميز موسيقاه الدينية وهي تدفق الألحان في خطوط لحنية طويلة لكل الأصوات في الغالب (وليس صوت واحد مثل الموتيت في القرن الرابع عشر). هذا تطلب ليس فقط خيالا موسيقيا لكن أيضا ضمان نجاح المقطوعة. لتسهيل هذه الخطوط اللحنية المزخرفة، استخدم أوكجيم أربعة أصوات بدلا من ثلاثة. في حين توسع جيل جويمي دوفاي في استخدام المجال الصوتي باستخدام أصوات أعلى - استخدم أوكجيم الأصوات الأدنى التي تشمل الباص.
في أغنياته الدنيوية عكس تقليد بورجاندي، حيث استخدم قالب الروندوه. مثلما الحال في موسيقاه الدينية استخدم خطوطا طويلة أنيقة، حيث استخدم عدة تقنيات جديدة متنوعة لخلق صورة سمعية معبرة، مع مزج كل جمال الأصوات المتعددة. رغم التعقيد كان تأثير الموسيقي لحني.
إضافة إلى الانتفاع من مساندة البلاط الملكي، لاقى أوكجيم تقديرا كبيرا من زملائه المؤلفين، ضمن أصدقائه المؤلفين بنشوا ودوفاي وجوسكين ديبري. العديد من الإهداءات تشهد على مكانته وعند وفاته كتب دوبريه قداس جنائزي على شرفه.

## روابط خارجية
- يوهانس أوكيجهيم على موقع الموسوعة البريطانية (الإنجليزية)
- يوهانس أوكيجهيم على موقع ميوزك برينز (الإنجليزية)
- يوهانس أوكيجهيم على موقع أول ميوزيك (الإنجليزية)
- يوهانس أوكيجهيم على موقع ديسكوغز (الإنجليزية)